# Kapcsolat koncert
Kapcsolat koncert è il terzo album (primo live) della cantante pop-rock ungherese Magdolna Rúzsa. Il CD ha venduto più di 15 000 copie in Ungheria ed è stato certificato disco di platino.

## Tracce
1. I Want Rock And Roll
2. Új nap
3. Hip-hop
4. Led Zeppelin Mix
5. Nem vagyok jó neked
6. Eltévedt idegen
7. Help!
8. Sweet Child Of Mine
9. Álomangyal
10. Cry Baby
11. Piece Of My Heart
12. It's My Life
13. Szembejövő sáv
14. Queen Mix
15. Aprócska blues
16. Csak a zene
17. Ederlezi
18. Most élsz
19. Highway to Hell
20. Vigyázz a madárra

## Classifiche
| Classifica (2007) | Posizione massima |
| ----------------- | ----------------- |
| Ungheria          | 7                 |